# Classic Albums: Pink Floyd - The Making of The Dark Side of the Moon
Classic Albums: Pink Floyd – The Making of The Dark Side of the Moon è un documentario diretto da Matthew Longfellow, nel quale viene narrato il dietro le quinte della realizzazione di The Dark Side of the Moon, concept album pubblicato nel 1973 dal gruppo britannico Pink Floyd.
Fa parte di Classic Albums, una serie di documentari musicali che focalizzano l'attenzione su un unico album di una band, realizzata da Isis/Eagle Rock Entertainment.